# 王小棣
王小棣（1953年8月15日—），臺灣電影、電視劇編劇、導演。曾在國立臺北藝術大學和中國文化大學教授電影課程。其父親為前陸軍上將王昇。

## 簡介
生於臺北市，籍貫江西龍南。畢業於中國文化大學戲劇學系，並留學美國德克薩斯州三一大學，主修劇場碩士，爾後轉學進入舊金山大學主修電影。
1979年回台灣工作，並成立民心影視公司，擔任電影《血戰大二膽》的副導演和部份編劇， 以及王童執導的《稻草人》和《香蕉天堂》編劇。此後，數度獲得金鐘獎最佳製作，最佳導演及最佳編劇，是台灣在1980年代和1990年代小人物型電視劇的代表人物，代表作品包括《全家福》、《佳家福》、《母雞帶小鴨》、《納桑麻谷我的家》。
1992年，王小棣和黃黎明成立稻田電影工作室，主要為台灣的公共電視頻道製作電視劇和長片。

## 社會參與
王小棣常對公共議題表態，例如：聲援大埔事件、文林苑都市更新爭議、華隆自救會、關廠工人。

## 作品

### 電視
- 華視 - 全家福 - 導演 - 1989年
- 公視 - 百工圖 - 1986年
- 華視 - 佳家福 - 監製 - 1990年
- 華視 - 母雞帶小鴨 - 監製 - 1992年
- 華視 - 納桑麻谷我的家 - 導演 -1994年
- 公視 - 九歲那年 - 編劇、導演 - 1998年
- 公視 - 台灣玉 - 導演 - 1999年
- 公視 - 大醫院小醫師 - 導演 - 2000年
- 公視 - 赴宴 - 導演 - 2003年
- 公視 - 45度C天空下 - 導演 - 2005年
- 三立 - 波麗士大人 - 導演 - 2007年
- 公視 - 我在墾丁*天氣晴 - 編劇 - 2007年
- 公視 - 刺蝟男孩 - 導演 - 2013年
- 公視 - 含苞欲墜的每一天 - 監製 - 2013年
- 衛視中文台 - 長不大的爸爸 - 監製 - 2015年
- 台視 - 植劇場 - 總監製 - 2016年-2017年
  - 植劇場－荼蘼 - 導演 - 2016年
  - 植劇場－姜老師，妳談過戀愛嗎？ - 編劇 - 2016年
  - 植劇場－夢裡的一千道牆 - 編劇、導演 - 2017年
- 公視 - 20之後 - 導演 - 2018年
- 台視、新傳媒－你那邊怎樣·我這邊OK - 總導演、監製 - 2019年
- 台視 - 茁劇場 - 總監製 - 2022年-2024年
  - 茁劇場－誰說媽媽像月亮 - 導演、編劇 - 2022年
  - 茁劇場－非殺人小說 - 編劇 - 2024年

### 電影作品
1982年《血戰大膽島》又稱《血戰二膽島》編劇
- 1987年《黃色故事》（與張艾嘉共同執導）
- 1988年《再給我一次機會》（法務部倡導片）
- 1995年《飛天》
- 1997年《我的神經病》
- 1997年《魔法阿媽》
- 2004年《擁抱大白熊》
- 2010年《酷馬》
- 2011年《10+10》執導短片《釋放》(金馬國際影展電影聯合創作計畫)
- 2025年《魔法阿媽2：魔法小豆苗》

### 短片作品
TAIWAN ACTION《公民11號》 - 導演 - 2025年

## 得獎
- 2014年台灣第49屆金鐘獎，戲劇節目獎、戲劇節目編劇獎：公視《刺蝟男孩》
- 2008年台灣第43屆金鐘獎，戲劇節目編劇獎：公視《我在墾丁*天氣晴》（與溫郁芳、黃瓊慧、張可欣、柯雁心、曾莉婷共同獲得）
- 2004年台灣第39屆金鐘獎，最佳戲劇節目獎：公視《赴宴》
- 1999年台灣第34屆金鐘獎，戲劇節目導播獎：公視《人生劇展·九歲那年》
- 1987年台灣第24屆金馬獎，最佳原著劇本獎：《稻草人》
- 1986年台灣第21屆金鐘獎，戲劇節目編劇獎：華視《頂好劇場·秋月春風》

## 軼聞
- 與已故導演劉立立均以「男裝」打扮聞名（跨性別男性）[4]。
- 曾在2001年罹患乳癌。

## 家庭
王小棣父親為前陸軍上將王昇，曾為中華民國總統蔣經國親信，戒嚴時期台灣情治政工系統領導人。

## 外部連結
- 王小棣的Facebook專頁
- 王小棣的新浪微博
- 王小棣在互联网电影资料库（IMDb）上的資料（英文）（英文）
- 在AllMovie上王小棣的頁面（英文）
- 王小棣在香港影庫上的簡介
- 王小棣在豆瓣上的资料（简体中文）
- 王小棣在时光网上的簡介（简体中文）
- 稻田工作室（页面存档备份，存于）